# Масдар
Масдар — термин для обозначения нефинитной формы глагола, глагольного или отглагольного существительного.
Используется в грамматиках восточных языков, в основном арабского, а также иранских, тюркских, северокавказских.
Функционально соответствует инфинитиву или герундию.

## Азербайджанский язык
Масдар (азерб. Məsdər) относится к основным формам глагола (Felin təsriflənməyən formaları). Имеет окончания «maq», «mək», присущие в азербайджанском языке неопределённой форме глагола.

## Арабский язык
Масдар — глагольное образование, обозначающее название действия и состояния, выражаемого глаголом. Обладая всеми свойствами имени, масдар вместе с тем имеет и ряд глагольных свойств (выражение действия, категория переходности, управление винительным падежом и родительным падежом с предлогом) и тем самым относится к группе глагола и является, так же как причастие, глагольной формой. Но, в отличие от личных форм глагола, масдар обозначает действие вне связи со временем и лицом.
Масдар может получать конкретное значение, при этом происходит его субстантивация и он получает возможность употребляться в форме множественного числа.